# ベットーナ
ベットーナ（伊: Bettona）は、イタリア共和国ウンブリア州ペルージャ県にある、人口約4,300人の基礎自治体（コムーネ）。

## 地理

### 位置・広がり

#### 隣接コムーネ
隣接するコムーネは以下の通り。
- アッシージ
- バスティーア・ウンブラ
- カンナーラ
- コッラッツォーネ
- デルータ
- グアルド・カッタネーオ
- トルジャーノ

### 気候分類・地震分類
ベットーナにおけるイタリアの気候分類 (it) および度日は、zona E, 2149 GGである。
また、イタリアの地震リスク階級 (it) では、zona 2 (sismicità media) に分類される。

## 行政

### 分離集落
ベットーナには、以下の分離集落（フラツィオーネ）がある。
- Cerreto, Colle, Passaggio

## 文化・観光
「イタリアの最も美しい村」クラブ加盟コムーネである。